# Adrian Cornelius Langerwerf
Adrianus (Adrian) Cornelis Langerwerf (Waspik, 15 september 1876 – Auckland, 7 april 1935), was een Nederlands geestelijke van de rooms-katholieke kerk die als missionaris werkzaam was in Nieuw-Zeeland. 
Langerwerf werd geboren in het Brabantse Waspik als zoon van Cornelis Bartels Langerwerf (1835-1881) en Lucia Smeur (1845-1890). Al vroeg voelde hij een roeping tot missionair werk en trad toe tot de Missionarissen van Mill Hill. Hij studeerde filosofie op het Mill Hill College in Roosendaal en katholieke theologie op het Mill Hill College in Londen. Op 21 september 1901 werd hij tot priester gewijd binnen de congregatie van Mill Hill. In december van hetzelfde jaar arriveerde hij in Nieuw-Zeeland. 
Na gepredikt te hebben in Whangaroa, Tokaanu en Rotorua werd Langerwerf in 1905 naar Tokaanu-Waihi gestuurd. Geassisteerd door de Zusters van Mill Hill wist hij een grote schare volgelingen op te bouwen. Langerwerf sprak goed Maori en stond onder de plaatstelijke bevolking (de Ngāti Tūwharetoa) bekend als Pa Ateriano. Hij moedigde landeigenaren aan om akkers aan te leggen en koeien te gaan houden. Hij organiseerde de zuivelproductie en bouwde een elektriciteitscentrale. Waihi was een van de weinige plaatsen in de omgeving waar ieder huis elektriciteit en stromend water had.
In de jaren 20 trokken veel zuivelboeren naar het zuiden. Langerwerf besloot toen om naar een andere bron van inkomsten op zoek te gaan. Er werd besloten om over te stappen op houtproductie. In 1928 sloot de zuivelfabriek en werd deze omgebouwd tot houtzagerij. Deze houtzagerij bleef operationeel tot halverwege de jaren 30. De elektriciteitscentrale bleef open tot 1962. 
Hij schreef een boekje met de titel: Ko te waka o Hato Petera (Het schip van Sint Pieter) waarin hij de katholieke leer uitlegde. Dit werd zo goed ontvangen dat hij een tijdschrift begon met dezelfde naam. Het eerste nummer van hiervan verscheen in 1929. De artikelen waren gebaseerd op de dialogen tussen een niet-katholieke Maori en een katholieke priester.
In 1934 werd bij hem tuberculose vastgesteld. Begin 1935 werd hij opgenomen in het Mater Misericordiae ziekenhuis in Auckland. Op zijn sterfbed dicteerde hij nog de laatste artikelen voor het tijdschrift. Hij stierf op 7 april van dat jaar en werd begraven naast de kerk in Waihi.